# Ramón Magsaysay (Zamboanga)
Ramón Magsaysay, anteriormente denominado Liargo, es un municipio de segunda categoría perteneciente a  la provincia de Zamboanga del Sur en la Región Administrativa de Península de Zamboanga (Región IX) situada al sur de la República de Filipinas  en la isla de Mindanao.

## Geografía
La península de Zamboanga limita con el Golfo del Moro, el Mar de Célebes y el Mar de Sulu quedando unida al resto de la isla de Mindanao por el istmo situado entre el Mar de Bohol (Bahía Panguil comprendida en la Bahía Iligan) y el Mar de Célebes (Bahía Pagadian comprendida a su vez en la Bahía Illana). Este istmo es el límite entre las provincias de Zamboanga del Sur y Lanao del Norte.

### Ubicación
| Noroeste:Sominot  | Norte: Molave | Noreste: Tambulig |
| Oeste: Sominot    |               | Este: Aurora      |
| Suroeste: Sominot | Sur: Tukuran  | Sureste: Aurora   |

## Barangays
El municipio Ramon Magsaysay se encuentra subdividido en 27 barangays. De acuerdo con el censo del año 2000, habitaban  23,323 personas ocupando  4,741 viviendas.
| - Bagong Opon - Bambong Daku - Bambong Diut - Bobongan - Campo IV - Campo V - Caniangan - Dipalusan - Bobongan Este - Esperanza - Gapasan - Katipunan - Kauswagan - Lower Sambulawan | - Mabini - Magsaysay - Malating - Paradise - Pasingkalan - Ramón Magsaysay (Población) - San Fernando - Santo Rosario - Sapa Anding - Sinaguing - Switch - Laperian de Arriba - Wakat |

## Historia
El municipio de Liargo cambia su nombre en recuerdo del fallecido presidente  Ramon Magsaysay.